# Plouigneau
Plouigneau è un comune francese di 4 910 abitanti situato nel dipartimento del Finistère nella regione della Bretagna.

## Società

### Evoluzione demografica
Abitanti censiti